# American Odyssey
American Odyssey – amerykański serial telewizyjny (dramat sensacyjny)  wyprodukowany przez Universal Television, Fabrik Entertainment oraz Red Arrow Entertainment Group. Twórcami serialu są Adam Armus i Nora Kay Foster. Premierowy odcinek serialu został wyemitowany 5 kwietnia 2015 roku przez NBC. Serial pierwotnie nosił tytuł Oddysey, ale miesiąc przed premierą NBC zmieniła na American Odyssey.

 Stacja NBC anulowała serial po pierwszym sezonie.

 W Polsce serial był emitowany od 23 sierpnia 2015 roku do 4 października 2016 roku przez Canal+ Seriale.

## Fabuła
Fabuła serialu skupia się na losach trzech ludzi: Ballard, Deckera i Waltersa, których niespodziewanie łączy spisek z międzynarodową konspiracją. Po jednej z większych bitew między amerykańskim żołnierzami a dżihadystami w północnej Afryce, w której zostaje zabity jeden z ważniejszych członków Al-Kaidy. Sierżant Ballard odkrywa przez przypadek pliki danych, w który zawiera informacje, że jedna z korporacji finansuje terrorystów. Tej wiadomości nie przekazała nikomu, gdyż cały jej oddział zginął.
W tym samym czasie Peter Decker pracuje w Nowym Jorku nad dużą umową z firmą, która finansuje tę samą organizację terrorystyczną. Natomiast Walters poznaje hakera, który odkrył wielką militarno-industrialną konspirację.

## Obsada
- Anna Friel jako Odelle Ballard
- Peter Facinelli jako Peter Decker, prawnik korporacyjny[5]
- Jake Robinson jako Harrison Walters
- Jim True-Frost jako Ron Ballard
- Treat Williams jako Stephen Glen, pułkownik[6]
- Nate Mooney jako Bob Offer[7]
- Elena Kampouris jako Maya Decker[8]
- Daniella Pineda jako Ruby Simms, reporterka magzaynu Times[5]
- Sadie Sink jako Suzanne Ballard
- Adewale Akinnuoye-Agbaje jako  Frank Majors[9]
- Omar Ghazaoui jako Aslam
- Allison Mack jako Julia[10]

## Odcinki
| Sezon | Sezon | Odcinki | Oryginalna emisja NBC | Oryginalna emisja NBC | Oryginalna emisja Canal+ Seriale | Oryginalna emisja Canal+ Seriale | Oryginalna emisja Canal+ Seriale |
| Sezon | Sezon | Odcinki | Premiera sezonu       | Finał sezonu          | Premiera sezonu                  | Finał sezonu                     |                                  |
| ----- | ----- | ------- | --------------------- | --------------------- | -------------------------------- | -------------------------------- | -------------------------------- |
|       | 1     | 13      | 5 kwietnia 2015       | 28 czerwca 2015       | 23 sierpnia 2015                 | 4 października 2015              |                                  |

### Sezon 1 (2015)
| #  | Tytuł         | Reżyseria     | Scenariusz                           | Premiera NBC     | Premiera Canal+ Seriale |
| -- | ------------- | ------------- | ------------------------------------ | ---------------- | ----------------------- |
| 1  | Gone Elvis    | Peter Horton  | Adam Armus, Kay Foster, Peter Horton | 5 kwietnia 2015  | 23 sierpnia 2015        |
| 2  | Oscar Mike    | Peter Horton  | Adam Armus, Kay Foster, Peter Horton | 12 kwietnia 2015 | 23 sierpnia 2015        |
| 3  | Drop King     | Rod Lurie     | Dahvi Waller                         | 19 kwietnia 2015 | 30 sierpnia 2015        |
| 4  | Tango Uniform | Rod Lurie     | Adam Armus, Kay Foster               | 26 kwietnia 2015 | 30 sierpnia 2015        |
| 5  | Beat Feet     | Rod Lurie     | Arika Lisanne Mittman                | 3 maja 2015      | 6 września 2015         |
| 6  | Wingman       | Jon Jones     | Bill Kennedy                         | 10 maja 2015     | 6 września 2015         |
| 7  | Soup Sandwich | Jon Jones     | Peter Horton, Adam Armus, Kay Foster | 17 maja 2015     | 13 września 2015        |
| 8  | Kmag Yoyo     | Jon Jones     | Jace Richdale                        | 24 maja 2015     | 13 września 2015        |
| 9  | Figmo         | Jamie Payne   | Andrea Ciannavei                     | 31 maja 2015     | 20 września 2015        |
| 10 | Fubar Bundy   | Jamie Payne   | Julia Ruchman                        | 7 czerwca 2015   | 20 września 2015        |
| 11 | Gingerbread   | Jamie Payne   | Adam Armus, Kay Foster, Peter Horton | 14 czerwca 2015  | 27 września 2015        |
| 12 | Bug Out       | Clark Johnson | Adam Armus                           | 21 czerwca 2015  | 27 września 2015        |
| 13 | Real World    | Clark Johnson | Adam Armus, Peter Horton, Kay Foster | 28 czerwca 2015  | 4 października 2015     |

## Produkcja
7 maja 2014 roku, NBC zamówiła serial na sezon telewizyjny 2014/15, którego emisja jest zaplanowana na midseason.